# Pseudoschulthessiella whellani
Pseudoschulthessiella whellani är en insektsart som beskrevs av Marius Descamps 1977. Pseudoschulthessiella whellani ingår i släktet Pseudoschulthessiella och familjen Thericleidae. Inga underarter finns listade i Catalogue of Life.